# Aubrey Island
Aubrey Island – niezamieszkana wyspa w Zatoce Frobishera, w Archipelagu Arktycznym, w regionie Qikiqtaaluk, na terytorium Nunavut, w Kanadzie. W pobliżu Aubrey Island położone są wyspy: Anchorage Island, Beveridge Island, Bishop Island, Cairn Island, Coffin Island, Crimmins Island, Emerick Island, Faris Island, Gardiner Island, Hill Island, Jenvey Island, Kudlago Island, Long Island, Luella Island, Mair Island, McLaren Island, Monument Island, Pichit Island, Pink Lady Island, Ptarmigan Island, Sale Island, Sybil Island i Thompson Island.